# Korzenica (województwo podkarpackie)
Korzenica – wieś w Polsce położona w województwie podkarpackim, w powiecie jarosławskim, w gminie Laszki.
W II Rzeczypospolitej wieś w powiecie jarosławskim województwa lwowskiego. W latach 1943–1945 nacjonaliści ukraińscy z OUN-UPA zamordowali tutaj 10 Polaków i 7 Żydów.
W latach 1975–1998 miejscowość administracyjnie należała do województwa przemyskiego.
Administracyjnie na terenie wsi utworzono dwa sołectwa: Korzenicę i Bukowinę obejmujące osadę Bukowina z 198 mieszkańcami (w 2019).

## Części wsi
| SIMC    | Nazwa     | Rodzaj     |
| ------- | --------- | ---------- |
| 0605513 | Bukowina  | osada      |
| 0605520 | Karapyty  | przysiółek |
| 0605499 | Kobyluchy | część wsi  |
| 0605507 | Zagrody   | część wsi  |